# Metrorex
Metrorex è l'azienda rumena che ininterrottamente dal 1991 ad oggi gestisce la rete metropolitana di Bucarest.

## Generalità
La Metrorex ha in concessione le cinque linee (M1, M2, M3, M4, M5) che attraversano radialmente la capitale della Romania.
La società gestisce una rete di 78,5 km di ferrovia metropolitana e dispone di 77 treni per un totale di 78 stazioni.
Nel 2009 Metrorex ha trasportato mediamente oltre 500.000 passeggeri.
Nel periodo 2007-2030 è previsto un ampliamento della rete metropolitana a 150 chilometri, con un investimento stimato in 6,5 miliardi di euro.
La società è sovvenzionata dallo Stato rumeno e nel 2008 ha ricevuto 300 milioni di RON, un importo che rappresenta il 55 % delle spese di esercizio (536,9 milioni di RON). Per il 2009, la società ha ricevuto un budget di sovvenzione di 324 milioni di RON.
Nel futuro prossimo è in previsione l'unificazione della Metrorex con l'operatore dei trasporti pubblici di superficie STB, per costituire un singolo ente capace di esercitare completamente il trasporto pubblico della città.